# Friedrich Wilhelm Gotthilf Frosch

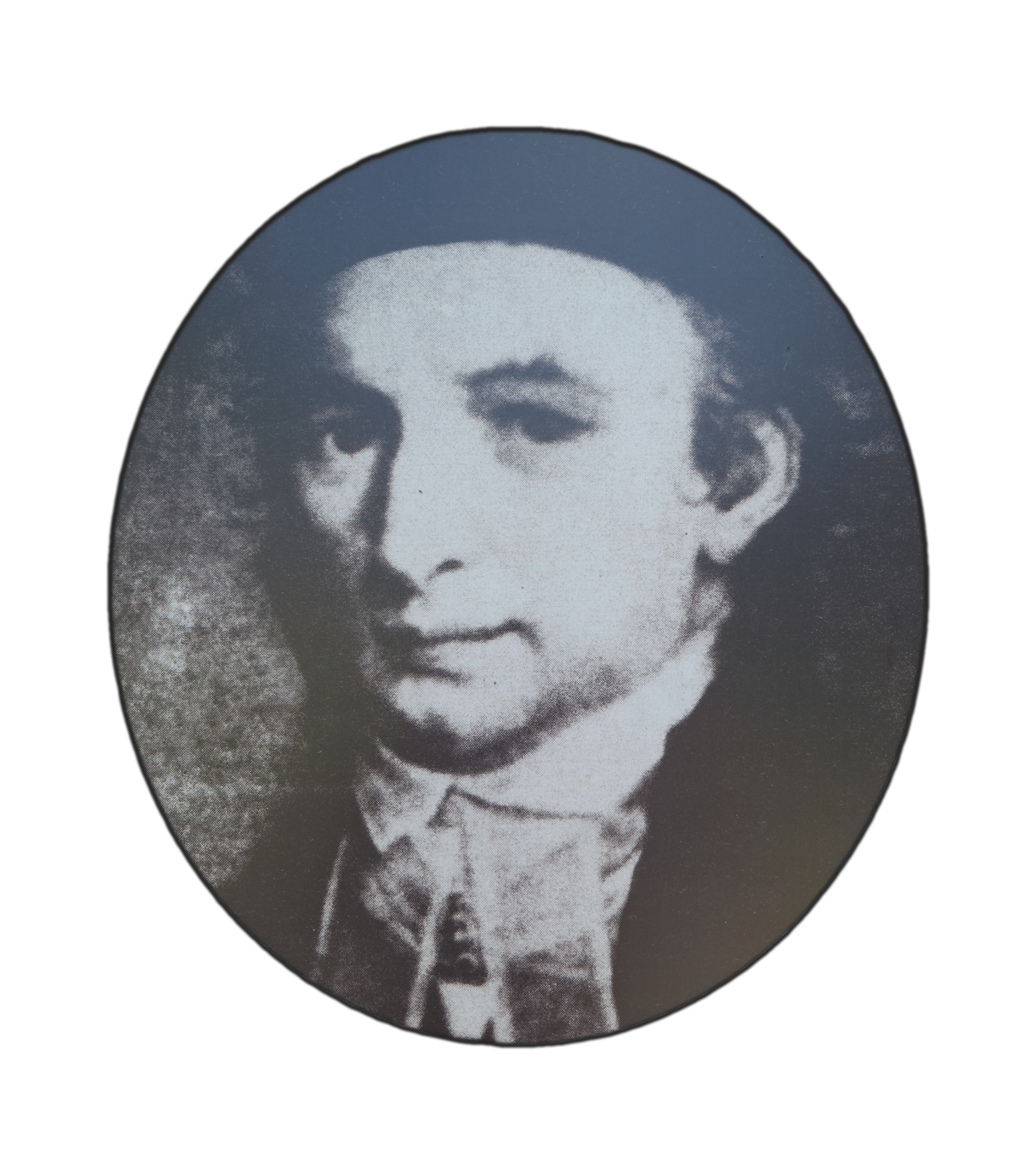
Portrait eines unbekannten Künstlers

Friedrich Wilhelm Gotthilf Frosch (* 17. Januar 1776 in Berlin; † 2. August 1834 in Potsdam) war ein brandenburgischer Prediger und Schulmann.
Frosch, Sohn eines Seidenwirkers, wurde 1799 nach einem Studium in Halle (Saale) Lehrer an der Ritterakademie in Dom Brandenburg. 1808 übernahm er die durch den Schulreformer Friedrich Eberhard von Rochow (1734–1805) berühmt gewordene Pfarrstelle in Krahne (heute Ortsteil der Gemeinde Kloster Lehnin im Landkreis Potsdam-Mittelmark). Froschs Wirken für die Landschulreform begann schon ein Jahr nach dem Antritt seiner Krahner Pfarrstelle nach einer Begegnung mit dem kurmärkischen Oberkonsistorialrat Bernhard Christoph Ludwig Natorp, der 1809 als Experte für Fragen des Niederen Schulwesens in die brandenburgische Provinzregierung eingetreten war. Frosch folgte Natorps Absicht, die Lehrerbildung durch dezentrale Weiterbildungsinstitute zu heben, und gründete am 2. Januar 1810, dem Stiftungstag der von Rochowschen Musterschule, die erste brandenburgische Schullehrerkonferenzgesellschaft und wenig später ein Schullehrerseminar zur Ausbildung neuer Elementarlehrer.
Als Frosch 1814 Krahne verließ und Prediger in Groß Behnitz im Havelland wurde, setzte er seine schulreformerische Tätigkeit fort und eröffnete wiederum ein Landschullehrerseminar. In Groß Behnitz bildete er bis 1825 insgesamt 142 Lehrer aus. Seine ehemaligen Schüler hielten hier 1851, fast 20 Jahre nach seinem Tod, ein Lehrerfest ab und gründeten eine Frosch-Stiftung. In den zehn Jahren vor seinem Tod wirkte Frosch in Potsdam am Großen Militärwaisenhaus als Prediger und Leiter des Schulwesens.
Frosch war ab 1806 mit Leopoldine Wilmsen, einer Tochter des Pfarrers Friedrich Ernst Wilmsen, verheiratet.
An das Wirken Froschs für die Lehrerbildung erinnert heute das Rochow-Museum in Reckahn bei Brandenburg. Außerdem befindet sich Im Gutspark, unweit des Schlosses, ein Gedenkstein, der 1851 von ehemaligen Schülern gestiftet wurde. Ursprünglich stand dieser auf einem Friedhof in Potsdam-Babelsberg, bevor er 1976 von Wolfgang Bernhardt aus Langerwisch beim Bau einer Schnellstraße gerettet wurde. Im Jahr 2005 wurde der 1,5 Meter hohe Sandstein mit Sockel schließlich an seiner heutigen Position aufgestellt.